# Янтор арена
Янтор арена (пол. Jantor Lodowisko) — ледовая арена в районе Янув польского города Катовице. Домашняя арена команды Напшуд Янув.

## Описание
Арену спроектировал Зигмунт Фагас. В 1964 году, к празднику Барбурка было завершено строительство арены Янтор, в 1970 году арена стала крытой. В 1982 году была построена арена Янтор II.
Впоследствии обе арены были соединены коридором.
Владельцем спортивного объекта является муниципалитет города и управляется муниципальным отделом спорта и отдыха.
Катовице — единственный город Польши, в котором есть целых три катка с искусственным льдом: Сподек, Янтор I и Янтор II.
В Янтор II проходили спортивные мероприятия, но использовался в основном, как склад. В 2016 году муниципалитет приобрёл этот объект в постоянное пользование.

## Спортивные мероприятия

### Хоккей
- Группа В первого дивизиона чемпионата мира по хоккею с шайбой (женщины) 2017 года
- Группа В первого дивизиона чемпионата мира по хоккею с шайбой (женщины) 2020 года
- Группа В первого дивизиона чемпионата мира по хоккею с шайбой (женщины) 2022 года